# Pseudolimnophila interstincta
Pseudolimnophila interstincta är en tvåvingeart som beskrevs av Alexander 1956. Pseudolimnophila interstincta ingår i släktet Pseudolimnophila och familjen småharkrankar.
Artens utbredningsområde är Mauritius. Inga underarter finns listade i Catalogue of Life.